# Agalmyla hilliardiae
Agalmyla hilliardiae är en tvåhjärtbladig växtart som beskrevs av John Tylor Middleton. Agalmyla hilliardiae ingår i släktet Agalmyla och familjen Gesneriaceae. Inga underarter finns listade i Catalogue of Life.